# Virkning (fysik)
 For alternative betydninger, se Virkning (flertydig). (Se også artikler, som begynder med Virkning)
Virkningen er inden for fysikken en størrelse, som er forbundet med enhver fysisk proces. Hvis en proces kan foregå på flere måder, vil den vælge den proces med den mindste virkning jf. mindstevirkningsprincippet. Virkningen {\displaystyle I} er defineret som:
{\displaystyle I=\int _{t_{1}}^{t_{2}}L{\text{ }}\mathrm {dt} },
hvor {\displaystyle t} er tiden, og integralets grænser repræsenterer starttiden og sluttiden for processen. {\displaystyle L} er Lagrangen, der er defineret som den kinetiske minus den potentielle energi. Man lader altså Langrangen afhænge af tiden og integrerer den over det relevante tidsinterval.

## Fodnoter
1. ↑  Goldstein, Herbert; Poole, Charles; Safko, John. "Variational Principles and Lagrange's Equations", Classical Mechanics (3. udgave), Addison Wesley, s. 34-35.